# Le Cordon Bleu

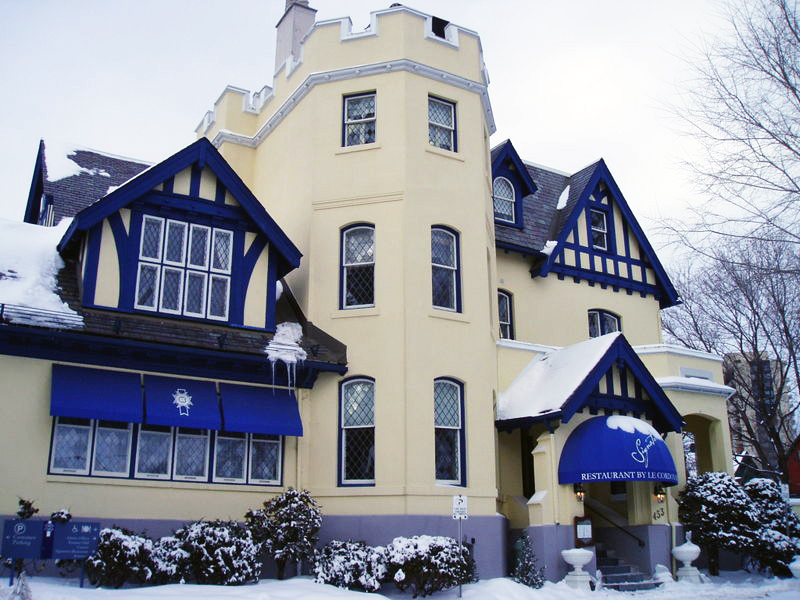
A escola Cordon Bleu em Ottawa, no Canadá.

Le Cordon Bleu (fita azul, em francês) é uma rede internacional de ensino de gestão de hospitalidade e de escolas de culinária que ensinam cozinha francesa.

## História
A origem da escola vem da L'Ordre des Chevaliers du Saint Esprit, uma elite de cavaleiros franceses que foi criada em 1578. Cada membro era recompensado com a Ordem do Espírito Santo, a qual suspendia uma fita azul. De acordo com a história, o grupo ficou conhecido por seus banquetes extravagantes e luxuosos, conhecidos por sua vez como "cordon bleu". Enquanto esses jantares foram abolidos pela Revolução Francesa, o nome permaneceu sinônimo de excelente comida. Outra teoria diz que fita azul tornou-se sinônimo de excelência, sendo mais tarde aplicada em outros campos, como a culinária.
O nome foi adotado por uma revista de culinária francesa, La Cuisinière Cordon Bleu, fundada por Marthe Distel no começo do século XIX. A revista começou a oferecer lições especiais dos melhores chefs na França. Em 1895, em Paris, foi aberta a primeira escola, que rapidamente se tornou uma das melhores escolas de culinária do mundo.
Em 1933, foi aberta uma escola em Londres, Inglaterra. Desde então, escolas Cordon Bleu tem sido fundadas em: Adelaide e Sydney, na Austrália; Seul, na Coreia do Sul; Ottawa, no Canadá; Tóquio, Kobe e Yokohama, no Japão; Lima, no Peru; e em diversas cidades dos Estados Unidos. Em 2007, abriram uma escola em Bangkok. No começo de 2009, será inaugurada outra escola em Martinborough, na Nova Zelândia. No total, 18.000 estudantes são matriculados em uma escola Cordon Bleu cada ano. Le Cordon Bleu também lança bem-sucedidos livros de receita e uma linha de utensílios de cozinha.

## Lista de escolas da rede no mundo
Europa
- Paris, França
- Londres, Reino Unido
- Madrid, Espanha
- Istambul, Turquia

Ásia e Oceania
- Austrália
  - Adelaide
  - Sydney
  - Melbourne
  - Brisbane
  - Perth
- Japão
  - Tóquio
  - Kobe
- Malásia
  - Kuala Lumpur
  - Selangor
- Seul, Coreia do Sul
- Bangkok, Tailândia
- Xangai, China
- Wellington, Nova Zelândia
- Kaohsiung, Taiwan
- Gurgaon, Índia
- Beirute, Líbano
- Manila, Filipinas

Américas
- Brasil
  - Rio de Janeiro
  - São Paulo
- Ottawa, Canadá
- Cidade do México, México
- Lima, Peru

## Notáveis alunos

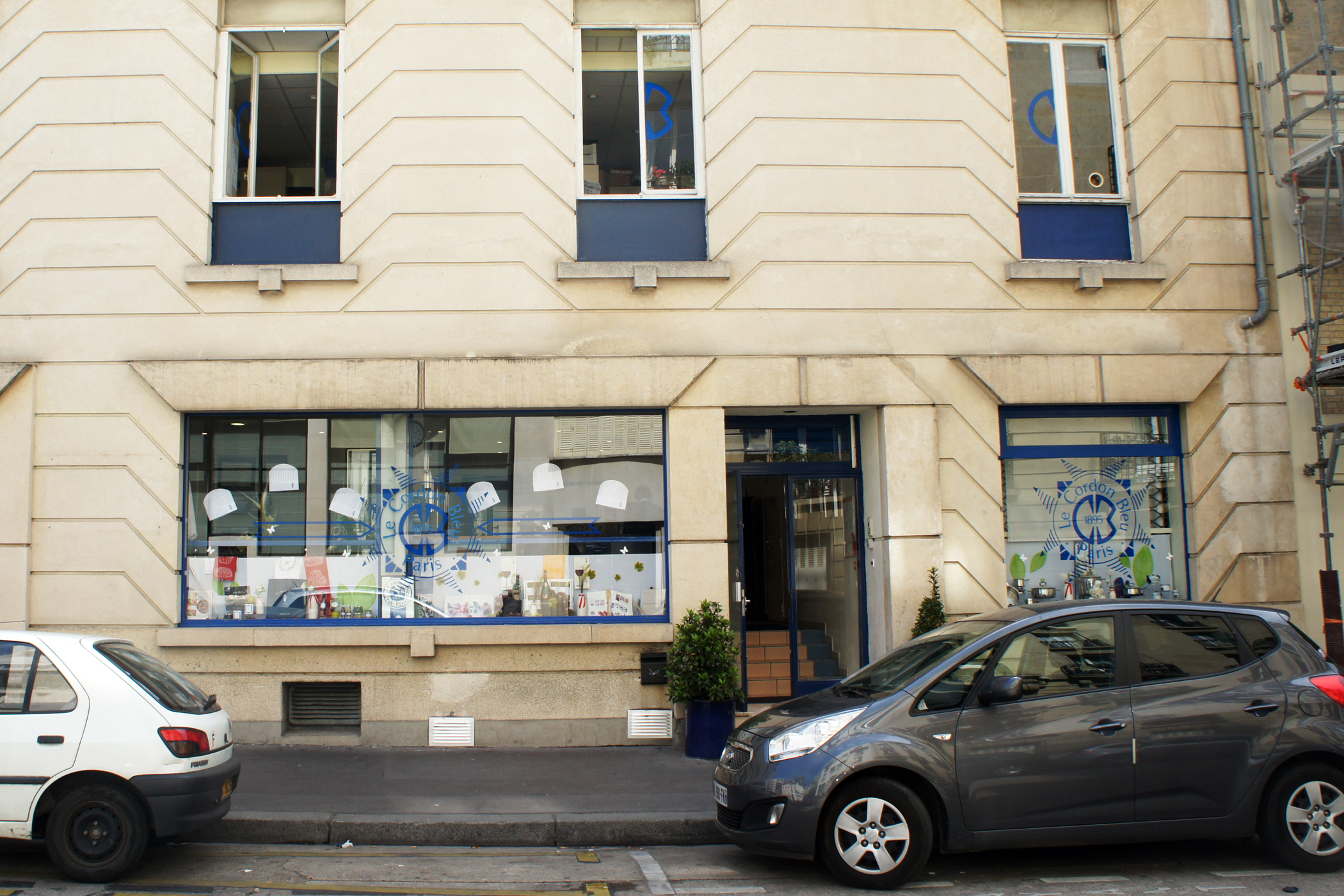
Escola Le Cordon Bleu em Paris

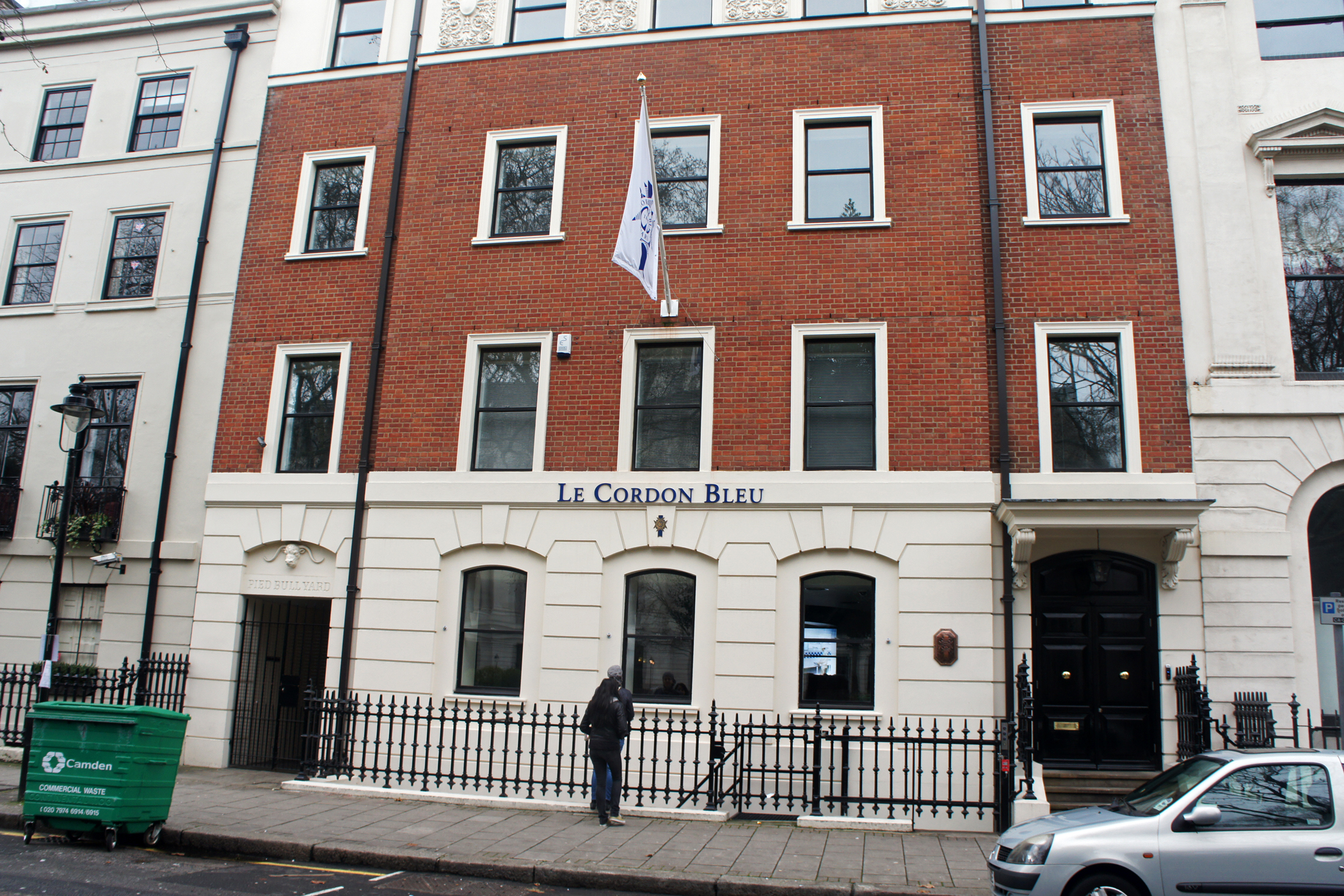
Escola Le Cordon Bleu em Londres

- Erick Jacquin, chef francês e atual apresentador do MasterChef
- Lady Diana, Princesa de Gales
- Mario Batali, chef e apresentador italiano/americano.
- Julia Child, autora de livros de culinária e apresentadora de televisão.
- Homaro Cantu, líder no campo da gastronomia molecular.
- Giada De Laurentiis, chef e apresentadora italiana/americana.
- Dione Lucas, a primeira aluna que se graduou pela Le Cordon Bleu.
- Fiona Shackleton, célebre advogada britânica.
- Nancy Silverton, chef e padeira americana.
- Ming Tsai, chef e apresentador chinês/americano.
- Cole Neilsen
- Flávia Quaresma, uma chef de cozinha brasileira. Proprietária do Carême Bistrô, no Rio de Janeiro, ela comanda o programa "Mesa para Dois", do canal pago GNT, ao lado do chef Alex Atala.
- Marcelo Giachini
- Renata Braune, chef de cozinha brasileira, chefiou o bistro "Chef Rouge"  durante 18 anos, e atua como consultora de hotéis e restaurantes para o grupo Melia, Blue Tree e Slaviero. Foi a primeira ex aluna a ser convidada pela escola a dar uma aula palestra em Paris, participou também em eventos internacionais como a Identita Gullosse em Milão, e outro.
- Luiza Hoffmann, chef brasileira, que apresenta o programa "Bizu", no canal pago Food Network Brasil